# بطحيش شفوي
بطحيش شفوي (الاسم العلمي: Cyprinodon suavium) هو نوع من الأسماك يتبع جنس البطحيش من الفصيلة البطحيشية.